# 花拳
花拳發展自十八羅漢手，於福建漸次演生食鶴拳之角戰拳（廿四式）。清末沿東江傳到廣東佛山，故又稱佛拳，因與反清團體有關，後又改稱花拳或花洪拳。佛拳最早可以追溯到1820年左右之陳遠護，即陳享之族叔。著名人物有1850年代廣東陸亞采。
民國二十年金一明出版少林拳圖解，內容為廣東三十七勢花拳(頭套-共六路)，稱為甘鳳池所傳，亦稱甘鳳池花拳。現統稱闖少林拳。

## 廣東花拳

### 内容
以散招為練習內容，是一種以應用及跌法為主的武術，不重套路。後來多以「套路形式」流傳．南傳廣東後，多混合洪拳相互交容，稱為花洪拳．花之廣東話的意思是不純正。
花拳以“请手”為起式。花拳有二十四勢或三十七勢。
串連後，可以生成七十二擒拿法、三十六腿。共一百零八點。加上開拳“请手”及收式，衍生出一百廿點串花拳套路。也有稱為梅花拳(亦分大，小二路)。
花拳屬於短拳，分上中下三盘，側重實打，手法主要有抄手、抄腿、肘擊、肩靠、股插等。另有短打跌法。注重虛勢、過勢、著力、逼門。

### 摩（摸）橋
練習擒拿手的技法，必先要相方手部接觸，廣東人稱為搭橋。手故稱橋手，摩橋即觸摸對方橋手。類似的橋手雙觸訓練手法，詠春拳稱黐手，太極拳有推手。

### 廣東花拳/金一明少林拳第一路
- 第一勢：請手
- 第二勢：左穿花
- 第三勢：右穿花
- 第六七勢：左右冲天炮
- 第十二勢：白鶴亮翅
- 第十二勢：箭拳
- 第三十勢：偏花七星
- 第三十四勢：金鷄獨立
- 第三十七勢：七星收手

## 甘鳳池花拳

### 歷史
民國二十年左右，上海報人金一明及南京金佳福合撰並由中西書局出版了少林拳圖解一書，內容實為廣東三十七勢花拳，書中稱此套拳法為甘鳳池所傳。

### 內容
共分六路：第一路曰闖少林，第二路曰提鑪少林，第三路曰文少林，第四路曰抅步少林，第五路曰武少林，第六路曰神化少林。

### 甘鳳池
甘凤池为清朝雍正年间，江南江宁人。精於拳术及剑法，以技击闻名，人稱為江南大侠。时因違反漢人不可聚眾習武之禁令及被懷疑有反清复明之疑，为清兵追捕，隐居江浙。他少年時師從于张长公，後就學於吕元及朝元和尚。

### 花拳手抄譜本
近代有人稱清末時期，京西海澱「萊戶宋家」宋國榮，藏有殘缺花拳手抄譜本　"花拳總講法"。譜本稱寫成於1813年清朝乾隆年暑，為甘鳳池著。

### 譜本部分內容
- 「花而不足环中觅，巧打连环无形中」。
- 「花拳非舞一阴阳，快愎相间虚实藏，指上打下防左右，前进后退护中堂」。
- 「出手似百花顿开，使人眼花缘乱」。

## 請參見
- 南拳
- 中國武術
- 中國武術門派